# Kościół Matki Bożej Szkaplerznej w Jeleninie
Kościół Matki Bożej Szkaplerznej w Jeleninie – katolicki kościół filialny zlokalizowany we wsi Jelenin w gminie Chojna, w powiecie gryfińskim (województwo zachodniopomorskie). Należy do parafii św. Maksymiliana Marii Kolbego w Godkowie.

## Historia i architektura
Murowany z granitowej kostki kościół wzniesiony został w XIII wieku. Jest budowlą salową, orientowaną, sytuowaną na rzucie prostokąta. W 1856 roku kościół został strawiony przez pożar. Został odbudowany w latach 1856–1859. Przebudowano go wówczas w stylu neoromańskim, dodając pięcioboczną ceglaną absydę od strony wschodniej i kruchtę od strony południowej, a do elewacji zachodniej dostawiono smukłą, czworoboczną wieżę. Przemurowano także szczyty i wybito nowe okna.
Wnętrze kościoła nakryte jest belkowanym, ozdobnym stropem, pochodzącym z połowy XIX wieku. Na ścianie zachodniej znajduje się XIX-wieczna empora (organy zostały zniszczone po 1945 roku). Na wyposażeniu zachowały się neoromańska ambona i chrzcielnica i dwa XVII-wieczne brązowe lichtarze. Na wieży kościelnej zawieszony jest dzwon z 1860 roku. Wokół kościoła znajduje się teren dawnego cmentarza, otoczony kamiennym murem.
Po II wojnie światowej kościół został konsekrowany jako świątynia katolicka w dniu 13 lipca 1946 roku. Użytkowany był do 1959 roku, następnie został opuszczony. Przywrócono go dla celów kultowych po remoncie przeprowadzonym w latach 1992–1993.